# Гусев, Олег Анатольевич
Оле́г Анато́льевич Гу́сев (укр. Олег Анатолійович Гусєв; род. 25 апреля 1983[…], Степановка, Сумская область) — украинский футболист, полузащитник. Чемпион Украины, обладатель Кубка и Суперкубка Украины. Участник чемпионата мира 2006 и чемпионатов Европы 2012 и 2016 годов. Выступал за сборную Украины.

## Биография

### Ранние годы
Воспитанник ДЮСШ города Сумы. В 1997 году сыграл на первом для себя представительных соревнованиях — «Рождественском турнире» по футзалу, который проходил в Сумах. Олег выступал за команду «Сумской район» (пгт. Степановка) и в четырёх матчах отличился 13 раз — это позволило ему стать лучшим бомбардиром турнира. В 1999 году в 15-летнем возрасте сыграл один матч за «Сумыгаз» в высшей лиге чемпионата Украины по футзалу.
Профессиональную карьеру начал в сумском клубе «Фрунзенец-Лига-99». Всего за команду провёл 53 матча в которых забил 17 голов.
Летом 2002 года был замечен главным тренером киевского «Арсенала» Вячеславом Грозным, и руководству «канониров» удалось переманить Олега в свой клуб. Дебютировал в высшей лиге Украины 27 июля 2002 года в матче «Арсенал» — «Ворскла» (2:1).

### «Динамо» (Киев)
Летом 2003 года перешёл в «Динамо» (Киев). В то же время Гусев получил приглашение в сборную Украины, и вскоре стал полузащитником основного состава национальной команды. На Чемпионате мира 2006 года Олег забил победный гол в серии пенальти поединка со Швейцарией. После хорошей игры на мундиале Гусевым заинтересовался французский «Олимпик Лион». Однако президент «Динамо», Игорь Суркис, назвав Гусева одной из будущих звёзд киевского клуба, наряду с Артёмом Милевским, отказался продавать футболиста.

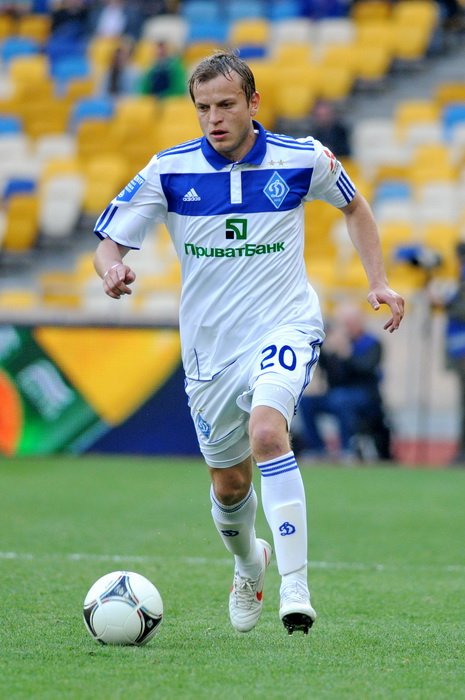
Гусев в составе «Динамо»

В 2008 году стал обладателем Кубка Первого канала. 12 апреля 2008 года в матче чемпионата Украины Гусев перепрыгнул ногу защитника, выполнявшего подкат, и неудачно приземлился. Передние крестообразные связки и два мениска были повреждены. Ему была сделана операция. Олег вернулся на поле 31 октября — отыграл первый тайм во встрече дублёров.
1 июня 2012 года сделал дубль в контрольном матче в ворота сборной Австрии, однако Украина проиграла 2:3. 8 июля 2012 года выбран капитаном команды. 11 января 2016 года продлил контракт с «Динамо» на 5 месяцев, до конца сезона 2015/2016.
30 марта 2014 года в матче чемпионата против днепропетровского «Днепра» во время столкновения с вратарем соперника Денисом Бойко получил травму головы. Первую помощь оказал грузинский легионер «Днепра» Джаба Канкава: он предотвратил западание языка. По утверждению врачей «Динамо», Канкава спас жизнь Гусеву. На следующий день футболиста выписали из больницы.
2 ноября 2014 года вышел на замену в матче против «Днепра», который стал для него 500-м в карьере на высшем уровне.
20 сентября 2015 года, в матче восьмого тура чемпионата Украины против луцкой «Волыни», забил 100-й мяч в карьере и вошёл в символический Клуб бомбардиров Олега Блохина.
Матч чемпионата против «Зари», который состоялся 20 марта 2016 года, стал для полузащитника 550-м в профессиональной футбольной карьере.
16 декабря 2016 года стало известно, что руководство «Динамо» не будет продолжать сотрудничество с Гусевым.
12 июня 2017 года Гусев вернулся в «Динамо», подписав с клубом контракт сроком на один сезон. Первый матч после подписания провёл против львовских «Карпат» (5:0).
19 мая 2018 года, Гусев провёл последний матч за «Динамо», в котором киевская команда на стадионе имени Валерия Лобановского обыграла донецкий «Шахтёр» со счётом 2:1. Олег на 75-й минуте заменил Николая Шапаренко, сразу же получил капитанскую повязку, но результативными действиями отметиться не успел. Во время выхода Гусева на замену болельщики «Динамо» устроили перформанс и повесили на трибуну плакаты с надписями «Легенда # 20» и «Дякуємо за вірність» («Благодарим за верность»).
Почти сразу по окончании выступлений перешёл на тренерскую работу, став ассистентом Юрия Мороза в молодёжной команде «Динамо». В июле 2020 года вошёл в тренерский штаб Мирчи Луческу в качестве ассистента.

## Достижения

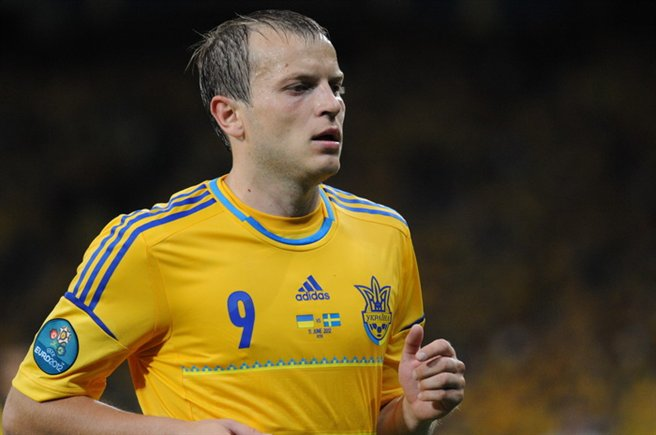
Гусев в составе сборной Украины на чемпионате Европы 2012

### Командные
«Динамо» (Киев)
- Чемпион Украины (5): 2003/04, 2006/07, 2008/09, 2014/15, 2015/16
- Обладатель Кубка Украины (5): 2004/05, 2005/06, 2006/07, 2013/14, 2014/15
- Обладатель Суперкубка Украины (3): 2004, 2009, 2011

### Личные
- Футболист года в чемпионате Украины: 2005
- Обладатель Золотого мяча Украины (по версии журнала «Футбол» и сайта football.ua): 2007
- Лучший футболист чемпионата Украины («Спорт-Экспресс») 2011 года
- Лучший футболист Украины (UA-Футбол) 2011 года
- Назван болельщиками клуба лучшим игроком «Динамо» (Киев): 2013 года
- Член бомбардирского Клуба Олега Блохина: 111 голов[11]
- В первой половине сезона 2013/14 установил рекорд «Динамо», будучи названным четыре раза подряд лучшим игроком месяца в клубе

## Награды
- Кавалер ордена «За мужество» III степени: 2006[12].
- Именное огнестрельное оружие: 2015

## Личная жизнь
- Первая жена — Олеся Гусева. От этого брака сын Алексей (2005) — также профессиональный футболист.
- Вторая жена — Мария. От этого брака дочь Александра (2014)[13].

## Статистика выступлений

### Клубная статистика
| Клуб              | Сезон            | Лига | Лига | Кубок | Кубок | Суперкубок | Суперкубок | Еврокубки | Еврокубки | Всего | Всего |
| Клуб              | Сезон            | Игры | Голы | Игры  | Голы  | Игры       | Голы       | Игры      | Голы      | Игры  | Голы  |
| ----------------- | ---------------- | ---- | ---- | ----- | ----- | ---------- | ---------- | --------- | --------- | ----- | ----- |
| Фрунзенец-Лига-99 | 2000/01          | 22   | 6    | 3     | 0     | —          | —          | —         | —         | 25    | 6     |
| Фрунзенец-Лига-99 | 2001/02          | 31   | 11   | —     | —     | —          | —          | —         | —         | 31    | 11    |
| Фрунзенец-Лига-99 | Всего            | 53   | 17   | 3     | 0     | —          | —          | —         | —         | 56    | 17    |
| Борисфен          | 2002/03          | 1    | 0    | —     | —     | —          | —          | —         | —         | 1     | 0     |
| Борисфен          | Всего            | 1    | 0    | —     | —     | —          | —          | —         | —         | 1     | 0     |
| Арсенал (Киев)    | 2002/03          | 23   | 1    | 5     | 1     | —          | —          | —         | —         | 28    | 2     |
| Арсенал (Киев)    | Всего            | 23   | 1    | 5     | 1     | —          | —          | —         | —         | 28    | 2     |
| Динамо (Киев)     | 2003/04          | 27   | 7    | 7     | 2     | —          | —          | 7         | 1         | 41    | 10    |
| Динамо (Киев)     | 2004/05          | 24   | 3    | 3     | 0     | 1          | 1          | 10        | 0         | 38    | 4     |
| Динамо (Киев)     | 2005/06          | 24   | 4    | 4     | 2     | 1          | 0          | 2         | 1         | 31    | 7     |
| Динамо (Киев)     | 2006/07          | 26   | 4    | 5     | 2     | —          | —          | 10        | 0         | 41    | 6     |
| Динамо (Киев)     | 2007/08          | 20   | 2    | 3     | 2     | —          | —          | 8         | 0         | 31    | 4     |
| Динамо (Киев)     | 2008/09          | 9    | 0    | 1     | 0     | —          | —          | 3         | 0         | 13    | 0     |
| Динамо (Киев)     | 2009/10          | 16   | 5    | 2     | 0     | 1          | 0          | 4         | 1         | 23    | 6     |
| Динамо (Киев)     | 2010/11          | 23   | 9    | 2     | 0     | —          | —          | 14        | 6         | 39    | 15    |
| Динамо (Киев)     | 2011/12          | 22   | 3    | 2     | 0     | 1          | 1          | 6         | 3         | 31    | 7     |
| Динамо (Киев)     | 2012/13          | 28   | 4    | 1     | 0     | —          | —          | 10        | 2         | 39    | 6     |
| Динамо (Киев)     | 2013/14          | 26   | 3    | 4     | 2     | —          | —          | 10        | 3         | 40    | 8     |
| Динамо (Киев)     | 2014/15          | 17   | 3    | 7     | 2     | 1          | 0          | 9         | 4         | 34    | 9     |
| Динамо (Киев)     | 2015/16          | 24   | 10   | 2     | 2     | 1          | 0          | 3         | 1         | 30    | 13    |
| Динамо (Киев)     | 2016/17          | 6    | 1    | -     | -     | -          | -          | 1         | -         | 7     | 1     |
| Динамо (Киев)     | 2017/18          | 4    | 0    | 0     | 0     | 0          | 0          | 1         | 0         | 5     | 0     |
| Динамо (Киев)     | Всего            | 296  | 58   | 43    | 14    | 6          | 2          | 98        | 22        | 443   | 96    |
| Всего за карьеру  | Всего за карьеру | 373  | 76   | 51    | 15    | 6          | 2          | 98        | 22        | 528   | 115   |

### Статистика игр за национальную сборную
Данные по состоянию на 25 марта 2016
| Сборная          | Сезон            | Официальные | Официальные | Товарищеские | Товарищеские | Всего | Всего |
| Сборная          | Сезон            | Игры        | Голы        | Игры         | Голы         | Игры  | Голы  |
| ---------------- | ---------------- | ----------- | ----------- | ------------ | ------------ | ----- | ----- |
| Украина          | 2003             | 2           | 0           | 2            | 0            | 4     | 0     |
| Украина          | 2004             | 5           | 1           | 4            | 0            | 9     | 1     |
| Украина          | 2005             | 6           | 0           | 2            | 0            | 8     | 0     |
| Украина          | 2006             | 8           | 0           | 5            | 1            | 13    | 1     |
| Украина          | 2007             | 9           | 4           | 2            | 0            | 11    | 4     |
| Украина          | 2008             | 0           | 0           | 2            | 0            | 2     | 0     |
| Украина          | 2009             | 6           | 1           | 1            | 0            | 7     | 1     |
| Украина          | 2010             | 0           | 0           | 7            | 0            | 7     | 0     |
| Украина          | 2011             | 0           | 0           | 7            | 1            | 7     | 1     |
| Украина          | 2012             | 6           | 0           | 5            | 4            | 11    | 4     |
| Украина          | 2013             | 9           | 1           | 2            | 0            | 11    | 1     |
| Украина          | 2014             | 1           | 0           | 3            | 0            | 4     | 0     |
| Украина          | 2015             | 1           | 0           | 2            | 0            | 3     | 0     |
| Украина          | 2016             | 0           | 0           | 1            | 0            | 1     | 0     |
| Всего за карьеру | Всего за карьеру | 53          | 7           | 45           | 6            | 98    | 13    |